# Parrotiopsis jacquemontiana
Parrotiopsis jacquemontiana är en trollhasselart som först beskrevs av Joseph Decaisne, och fick sitt nu gällande namn av Alfred Rehder. Parrotiopsis jacquemontiana ingår i släktet Parrotiopsis och familjen trollhasselfamiljen. Inga underarter finns listade i Catalogue of Life.